# جان ستيكا
جان ستيكا (بالبولندية: Jan Styka)‏ هو رسام بولندي، ولد في 8 أبريل 1858 في لفيف في أوكرانيا، وتوفي في 28 أبريل 1925 في روما في إيطاليا.